# 圣经翻译
圣经翻译有着丰富而悠久的历史，圣经最早以希伯来语、亚兰语和通用希腊语等语言写成。截至2020年9月，有704种语言有包含新約、旧约的整本圣经的译本，另有1551种语言有新约圣经译本，还有1160种其他语言有部分圣经或聖經故事的译本。因此，至少圣经的某些部分已被翻译成3415种语言。